# GNU Free Documentation License
GNU Free Documentation License （グニュー・フリー・ドキュメンテーション・ライセンス, 略称 GFDL）は、GNUプロジェクトの一環としてフリーソフトウェア財団から配布されているコピーレフトなライセンスの一つである。
略称として GNU FDL（グニュー・エフディーエル）、GFDL（ジーエフディーエル）などと書かれることもある。GNUはグニューあるいはグヌーと発音されることが多い。
日本語訳では、「GNU フリー文書利用許諾契約書」という語が用いられることがあるが、一般的に「契約」と言えるか否かは、異論も存在する（ライセンス#著作物全般の利用許諾のライセンスを参照）。なお、GNUの公式サイトで使われる日本語訳はGNU自由文書ライセンスである。これは英語のFreeが無料と自由の両方の意味が存在するため、誤解を避ける目的で「自由」という用語に置き換えられたためである。

## 概要
このライセンスは、文書たる著作物につき、営利・非営利を問わず著作権者が著作権者以外の者に対して改変・複製・頒布することを一定の制約条件の下に許諾するものである。
大まかに言えば、GPLと同様に著作権者が次のような許可を与えるライセンスである。
- この文書を無断で複製してよい。
- この文書を無断で改変してよい。
- この文書を無断で頒布・販売してよい。ただし、頒布を受けた者や購入した者に対して、上記の許可を与えなければならない。

甲が、他人に対して、自己の創作による著作物Aの自由な利用を許す方法としては、甲が著作物Aに係る著作権をすべて放棄して著作物Aをパブリックドメインに帰属させる方法がまず考えられる。しかし、この方法によれば、他人が著作物Aを改変、翻訳することによって創作した二次的著作物A'の著作権の処分は当該他人の自由意思に委ねられるため、著作物A'の自由利用は保証されず、いわゆるコピーレフトの実現が不十分となる。
そこで甲が、著作物Aの著作権を放棄することなく、他人に対して著作物Aの改変、翻訳を許諾する条件として、当該他人が著作物Aの改変、翻訳により創作した二次的著作物A'もまた、乙以外の他人に自由に利用させる義務を課すことにより、問題を解決しようとするのがGFDLの骨子である。
なお、GPL が主にコンピュータプログラムの配布を目的としたライセンスであるのに対し、GFDL は文書の配布を目的としており、文書に特化した条項が定められている。

### 自由利用の維持の骨格
文書が自由に利用できる状態が失われないようにするために、以下のような条項がある。
- GFDLの条件に従う限り、誰でも自由に文書を複製したり、改変したり、有料・無料を問わず配布・貸出をしてよい（第2条より）。GFDLのもとの複数の文書を結合してもよい。
- 改変版を配布する際には、GFDLのもとに配布しなければならない（第4条より）。
- もしも文書の非透過的複製物を 100部以上配布するならば、一緒に透過的複製物も配布するか、または誰もが自由に透過的複製物をダウンロードできるような場所(URLなど)を示さなければならない（第3条より）。
  - 非透過的複製物とは、機械で自動的に読み取ることが難しいものや、誰もが自由に編集できるわけではない形式の複製物のこと。
  - 透過的複製物とは、機械で自動的に読み取ることが簡単(テキストデータなどの機械可読のデータを含む)で、編集に適し、それらの仕様が一般の人々に入手可能で、なおかつ一般的なアプリケーションで改訂するのに適している形式の複製物のこと。

### 著作者の名誉など
A という人物が GFDL で文書を公開したとする。B という人物がその文書を自分で書いたかのように見せて配布したとすると、A の「著作者（原作者）としての名誉」が失われてしまう。また、B がその文書の改変版を作ったうえで、改変後のものを A が書いたかのように見せて配布すると、改変した内容によっては、これもまた A の名誉を損ねてしまう結果となることがある。これらの問題を避けるために、改変する際には次のような規定がある（第4条より）。
- 原著作者の許可を得ない限り、「題扉」や「表紙」には元の版と見分けが付くような題名やバージョンを付けること。
- 変更を行った1人以上の人物や団体の名前を「題扉」に記載しておくこと。そして、元の文書の著作者として最低5人以上の主要著作者を列挙すること。
- 「題扉」に出版者名を記載すること。
- 文書にある全ての著作権表示を残すこと。
- 元の著作権表示の近くに、行った変更に対する適切な著作権表示をすること。
- 「履歴」と題された章に、適切な題名（バージョン）・著作者名・出版年・出版社名を付けくわえること。
- 「謝辞」や「献辞」のような題の章は、その趣旨を損ねないようにすること。
- 「推薦の辞」のような題の章は削除すること（推薦者は改変版を推薦しているわけではないため）。

## 法的な問題
GFDLは、以上のような文書たる著作物のコピーレフトを目的としたライセンスとして代表的なものの一つであるが、以下のような未解決の法律問題も抱えている。

### 著作者・著作権の表示
GFDLは著作権者以外の者による文書の改変を認めるとともに、改変版には、題扉に元の文書の著作者として最低5人の主要著作者を列記するとともに、文書にある全ての著作権表示を残すことを要求している（第4条）。
著作権法28条によれば、原著作物の著作者が有する氏名表示権は二次的著作物にもおよび、原著作物の著作権者は、二次的著作物の利用に関して二次的著作物の著作者と同じ内容の権利を有する。しかし、原著作物の創作的表現が存在しないと認められる程度に改変がされた場合は、当該改変版は原著作物の二次的著作物ではないため、原著作物の著作権者は改変版に対して著作権を行使することができない。さらに、著作者は氏名表示を要求することができなくなる。
GFDLは、すべての者に対して自由な改変を認めるライセンスであるがゆえに、複数の者による改変を経ることにより原著作物の創作的表現が消滅してしまう機会が多いと考えられるが、そのような場合でも、第4条に基づき主要著作者としての表示が必要になったり、著作権表示を残すべきかは問題がある（日本では、著作者ではない者の実名等を著作者名として表示した著作物の複製物を頒布した場合は、著作権法121条により刑罰の対象になる）。

### 国際私法上の問題
通常、著作物の利用許諾をする場合、利用許諾書が規定するライセンスの成立及び効力につき、準拠法を指定する条項が存在する。しかし、GFDLには準拠法に関する条項が存在しない。法律行為の成立及び効力につき、当事者が準拠法の定めをしなかった場合、準拠法を「締結地法」 (lex loci contractus) とするか、「履行地法」 (lex loci solutionis) とするか、当事者の「本国法」 (lex patriae) とするかについては、国際私法の内容が国により異なることもあり、世界的に統一された扱いができないが、いずれにしても当事者の意思とは無関係に準拠法が定まることになる。日本が法廷地になる場合、法の適用に関する通則法8条が適用され、利用許諾につき最も密接な関係がある地の法による。
このため、原著作権者A がその著作物につき GFDL を適用して公開した後、別の者B がその改変版を公開する場合、AによるライセンスとBによるライセンスとでは、同じGFDLを適用していながら、それぞれ準拠法が異なるケースが生じることになる。そのため、同じ文言のライセンスの下に利用許諾をしているにもかかわらず、改変版をめぐって法的な争いが生じた場合、元の文書の著作権者ごとにライセンスの成立及び効力について異なった法を適用しなければならず、法律関係が複雑になる懸念が生じかねないという問題がある（なお、著作権の内容自体は、著作物の利用行為地法が準拠法になると解されている。詳細は著作権の準拠法を参照）。

### その他の問題
その他の問題については、ライセンス#著作物全般の利用許諾のライセンスを参照。

## ライセンスの原文及び他言語訳
フリーソフトウェア財団(FSF)によりGFDLとしての効力があると承認されているものは、英語の原文によるライセンスのみであり、公式の他言語訳は存在せず、FSFとしても他言語の訳文を承認しない方針を採っている。これは誤訳の可能性があるものを承認することによって生じるリスクを回避するためである。そのため、使用するときは英語のライセンス文書を使うことになっており、日本語訳はあくまで参考として示すにとどまっている。
非公式ではあるものの、八田真行による"version 1.2"の日本語訳が存在する。